# Bernadette Peters

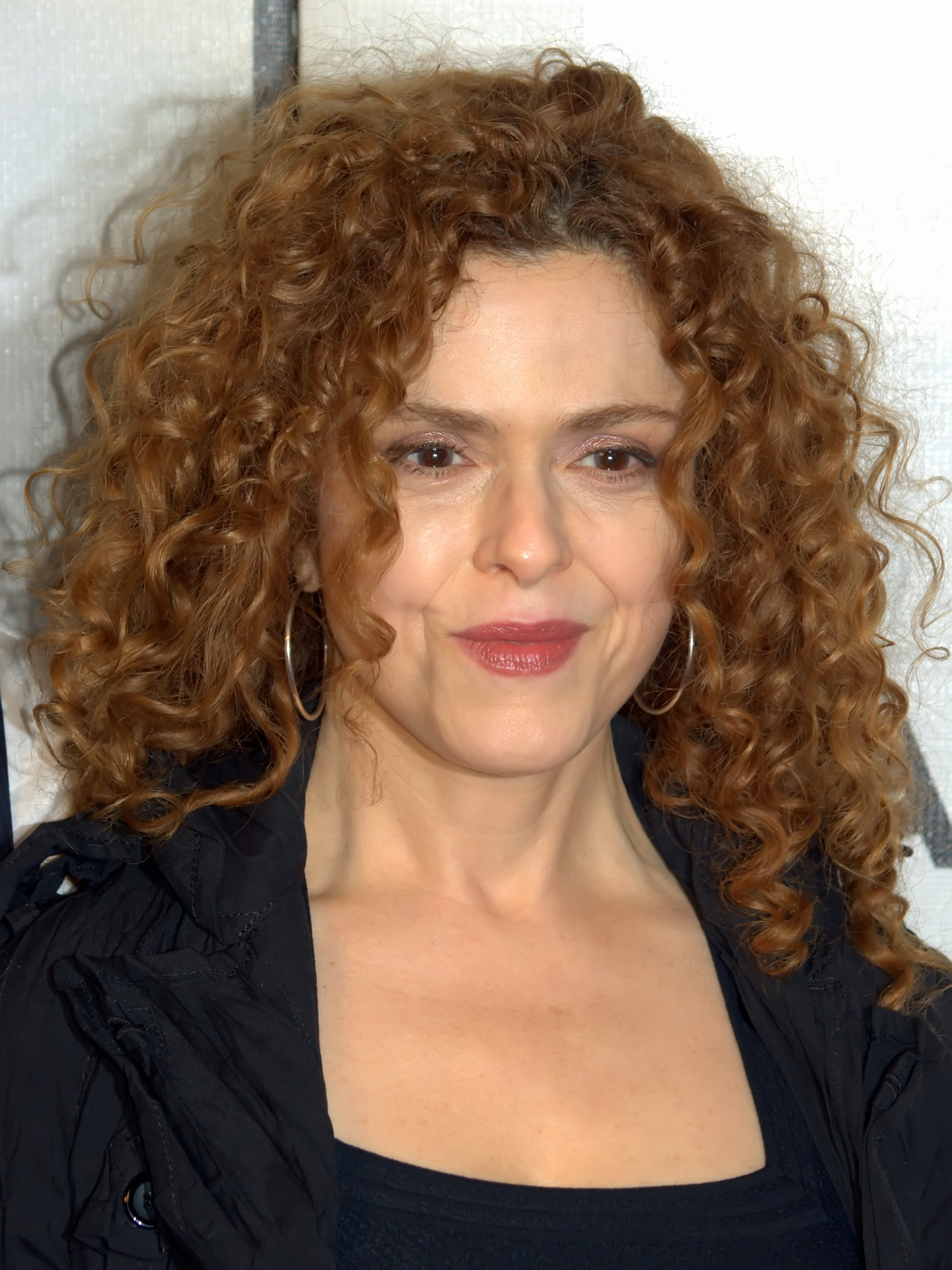
Bernadette Peters (2009)

Bernadette Peters (* 28. Februar 1948 in New York City, New York als Bernadette Lazzara) ist eine US-amerikanische Schauspielerin und Sängerin.

## Leben und Leistungen
Bernadette Peters’ Vorfahren stammen aus Italien. Ihre Mutter Marguerite trat in Fernsehshows auf. Bernadette Peters besuchte die Quintano School for Young Professionals. Sie debütierte im Fernsehfilm George M! aus dem Jahr 1970. In der Fernsehkomödie Once Upon a Mattress (1972) spielte sie bereits eine größere Rolle, ähnlich wie im Filmdrama Ace Eli and Rodger of the Skies (1973).
Für ihre Rolle als Sängerin in der Stummfilm-Komödie Silent Movie (1976) sowie auch für ihre Rolle in der Fernsehserie Sag das nochmal Darling erhielt sie 1977 zwei Nominierungen für den Golden Globe Award. Für ihren Gastauftritt in der Muppet Show wurde sie im Jahr 1978 für den Emmy Award nominiert. 1980 gelang ihr mit einem Cover eines Carla-Thomas-Hits, Gee Whiz, ein Top-40-Hit in den US-amerikanischen Single-Charts.
In der Komödie Tanz in den Wolken (1981) spielte sie neben Steve Martin eine der Hauptrollen, für die sie im Jahr 1982 den Golden Globe Award erhielt.
Für ihre Rolle im Musical Song and Dance gewann sie im Jahr 1985 den Tony Award.
Ihre wichtigsten Musical-Rollen in Broadway-Uraufführungen waren die Mabel in Mack and Mabel von Jerry Hermann 1974, die Doppelrolle Dot/Marie in Sunday in the Park with George 1984 von Stephen Sondheim sowie die Hexe in Into the Woods von Stephen Sondheim 1987.
Peters gab außerdem zahlreiche Konzerte, nahm Schallplatten auf und wirkte 1982 in der Verfilmung des Musicals Annie mit.
Im Jahr 1987 erhielt Peters ihren Stern auf dem Hollywood Walk of Fame. In der Actionkomödie Pink Cadillac (1989) spielte sie neben Clint Eastwood eine der Hauptrollen. Für die Rolle der Stiefmutter von Cinderella im Fantasyfilm Cinderella (1997) wurde sie 1998 für den Golden Satellite Award nominiert. Für die Rolle im Musical Annie Get Your Gun gewann sie 1999 erneut den Tony Award. Für die Rolle von Cassandra Lewis in der Fernsehserie Ally McBeal wurde sie 2001 erneut für einen Emmy Award nominiert.
Seit Januar 2018 ist sie in der Hauptrolle in einer Wiederaufführung des Musical-Erfolgs Hello, Dolly! am Broadway zu sehen. Sie übernahm die Rolle von Bette Midler.
Peters heiratete im Jahr 1996 Michael Wittenberg (* 1962), mit dem sie bis zu seinem Unfalltod im Jahr 2005 verheiratet war.

## Diskografie

### Studioalben
| Jahr | Titel             | Höchstplatzierung, Gesamtwochen, AuszeichnungChartsChartplatzierungen (Jahr, Titel, Platzierungen, Wochen, Auszeichnungen, Anmerkungen) | Anmerkungen                        |
| Jahr | Titel             | US | Anmerkungen                        |
| ---- | ----------------- | --- | ---------------------------------- |
| 1980 | Bernadette Peters | US114 (14 Wo.)US | Erstveröffentlichung: Juni 1980    |
| 1981 | Now Playing       | US151 (9 Wo.)US | Erstveröffentlichung: Oktober 1981 |

Weitere Veröffentlichungen
- 1985: Song & Dance - The Songs
- 1996: I’ll Be Your Baby Tonight
- 1997: Bernadette Peters at Carnegie Hall
- 2002: Bernadette Peters Loves Rodgers and Hammerstein
- 2005: Live at Carnegie Hall: The Rest of It

### Singles
| Jahr | Titel Album                             | Höchstplatzierung, Gesamtwochen, AuszeichnungChartsChartplatzierungen (Jahr, Titel, Album, Platzierungen, Wochen, Auszeichnungen, Anmerkungen) | Anmerkungen                     |
| Jahr | Titel Album                             | US | Anmerkungen                     |
| ---- | --------------------------------------- | --- | ------------------------------- |
| 1980 | Gee Whiz Bernadette Peters              | US31 (13 Wo.)US | Erstveröffentlichung: März 1980 |
| 1981 | Dedicated To The One I Love Now Playing | US65 (8 Wo.)US | Erstveröffentlichung: Juli 1981 |

## Filmografie
- 1970: George M! (Fernsehfilm)
- 1971: Great Performances (Fernsehserie, Folge Paradise Lost)
- 1972: Once Upon a Mattress (Fernsehfilm)
- 1973: Ace Eli and Rodger of the Skies
- 1974: Die härteste Meile (The Longest Yard)
- 1976: W.C. Fields and Me
- 1976: Mel Brooks’ letzte Verrücktheit: Silent Movie (Silent Movie)
- 1976–1977: Sag das nochmal Darling (All’s Fair, Fernsehserie, 24 Folgen)
- 1977: Die Muppet Show (The Muppet Show, Fernsehserie, eine Folge)
- 1979: Die Mars-Chroniken
- 1979: Reichtum ist keine Schande (The Jerk)
- 1981: Tanz in den Wolken (Pennies from Heaven)
- 1981: Herzquietschen (Heartbeeps)
- 1982: Annie
- 1989: Großstadtsklaven (Slaves of New York)
- 1989: Pink Cadillac
- 1990: Alice
- 1990: Der Sündenfall (Fall from Grace, Fernsehfilm)
- 1991: Verliebt in Chopin (Impromptu)
- 1997: Anastasia (nur Stimme)
- 1997: Die Abenteuer des Odysseus (The Odyssey)
- 1997: Cinderella (Fernsehfilm)
- 1999: Snow Days
- 1999: Wakko’s Wish (als Rita, nur Stimme)
- 2001: Ein Kuss mit Folgen (Prince Charming, Fernsehfilm)
- 2001: Ally McBeal (Fernsehserie, zwei Folgen)
- 2003: Es bleibt in der Familie (It Runs in the Family)
- 2007: Boston Legal (Fernsehserie, eine Folge)
- 2008: Grey’s Anatomy (Fernsehserie, zwei Folgen)
- 2009: Alles Betty! (Ugly Betty, Fernsehserie, fünf Folgen)
- 2011: Coming Up Roses
- 2012–2013: Smash (Fernsehserie, sechs Folgen)
- 2014–2018: Mozart in the Jungle  (Fernsehserie, 35 Folgen)
- 2017–2018: The Good Fight (Fernsehserie, neun Folgen)
- 2020: The Broken Hearts Gallery
- 2020–2021: Zoey’s Extraordinary Playlist (Fernsehserie, drei Folgen)
- 2021: Zoey’s Extraordinary Christmas
- 2023: High Desert (Fernsehserie, acht Folgen)